# أسقفية بيسارابيا الأرثوذكسية
أسقفية بيسارابيا الأرثوذكسية (بالرومانية: Mitropolia Basarabiei)، هي واحدة من الأسقفيات الست التابعة للكنيسة الرومانية الأرثوذكسية. شُكلت هذه الأسقفية عام 1923 ونظمت أمورها عام 1925، وتوقفت أنشطتها المختلفة خلال فترة الاحتلال السوفييتي لبيسارابيا (1940- 1941) واستمر خلال فترة الحكم المولدافي السوفييتي (1941 – 1991).
عادت الحياة لهذه الأسقفية عام 1992، وفي عام 1995 منحت صلاحيات حولتها لأسقفية شبه مستقلة لرعاية شؤون الكنائس الرومانية الأرثوذكسية الواقعة ضمن أراضي جمهورية مولدوفا. ولكن الأسقف البيسارابي الأرثوذكسي لم يلق اعتراف السلطات المولدافية حتى عام 2002، بعد ضغوط مارسهتا عليها المحكمة الأوروبية لحقوق الإنسان الذي اتخذت قرارا بهذا الشأن.
اللغة الطقسية لأسقفية بيسارابيا هي الرومانية، وأسقفها الحالي هو الميتروبوليت بيترو بايدورارو Petru Păduraru ومقره في كيشيناو العاصمة المولدافية.